# 麦庆泉
麦庆泉（1949年—），广东深圳人，汉族，中华人民共和国政治人物，广东省侨联兼职副主席、深圳华昱集团总裁，中国致公党党员，第十二届全国人民代表大会广东地区代表。
毕业于中国社科院研究生院经济管理专业。2008年起担任全国人大代表。2013年，担任全国人大代表。